# 香里有佐
香里有佐（日语：／ Kōri Arisa，3月13日—）是日本的女性聲優，大阪府出身。青二製作所屬。

## 人物
關西大學文學部綜合人文學科、CALESS 歌唱&舞蹈學校畢業。青二塾大阪校32期生。曾加入NHK大阪兒童劇團。

## 演出作品
※粗體字為主要角色。

### 電視動畫
2016年
- 男子啦啦隊！！（DREAMS成員3、女子3）

2017年
- 名偵探柯南（川口克人）
- 妖怪公寓的優雅日常（女學生B）
- 悠久持有者：魔法老師！ 第2部（互動式語音）

2018年
- ONE PIECE（鏡、女性門、女客、来賓、巨人族、歡樂友人、島民）
- 敦君與女朋友（莊千穗[2]）
- 麵包超人（貓美、熊的小孩）
- 刃牙（女學生）
- Happy Sugar Life（北埋川靜香）
- 鬼太郎（第6作）（女高中生）
- 狐狸之聲（初雲[3]）

2019年
- ONE PIECE（少年、女國民、中年女）
- GIVEN 被贈與的未來（女高中生）
- 鬼太郎（第6作）（母）

2020年
- 鬼太郎（第6作）（人魚）
- 魔法紀錄 魔法少女小圓外傳（同學）
- 花牌情緣3（女子選手）
- Asatir 未來的傳說故事（侍女）
- 宇崎學妹想要玩！
- ONE PIECE（のり屋のばーさん）
- 罪紋傳奇 -他背負著罪孽啟程-

2021年
- ONE PIECE（女）
- IDOLiSH7 Third BEAT!（店員）
- 舞伎家的料理人（舞妓）
- 更多！怪俠佐羅利（アリボー）
- 櫻桃小丸子（店員）

2022年
- ONE PIECE（女海賊）
- SHINE POST（苗川柔[4]）

### 遊戲
2016年
- 新暗黑地城之光（優汀）

2017年
- 偶像大師 百萬人演唱會！劇場時光（櫻守歌織[5]）

2018年
- 天華百劍 -斬-（大和守安定[6]）

2021年
- 卡里古拉2（璃瑰特[7]）

2023年
- Engage Kill（克萝伊·唐）

2024年
- 魔法禁书目录 幻想收束（克萝伊·唐）

### 其他
- GUNDAMONLINE宣傳部（助手）
- 溫泉女孩（榊原伊都[8]）

## 音樂CD

### 角色歌
| 發售日   | 商品名稱                                                        | 演唱名義 | 歌曲                      | 備註                                                    |
| 2017年   | 2017年                                                          | 2017年 | 2017年                    | 2017年                                                  |
| -------- | --------------------------------------------------------------- | --- | ------------------------- | ------------------------------------------------------- |
| 7月26日  | THE IDOLM@STER MILLION THE@TER GENERATION 01 Brand New Theater! | 765 MILLION ALLSTARS                                                                                         | 「Brand New Theater!」    | 遊戲《偶像大師 百萬人演唱會！劇場時光》主題曲           |
| 7月26日  | THE IDOLM@STER MILLION THE@TER GENERATION 01 Brand New Theater! | 765 MILLION ALLSTARS                                                                                         | 「Dreaming!」             | 遊戲《偶像大師 百萬人演唱會！劇場時光》相關歌曲         |
| 9月20日  | THE IDOLM@STER MILLION LIVE! M@STER SPARKLE 02                  | 櫻守歌織（香里有佐）                                                                                         | 「」                      | 遊戲《偶像大師 百萬人演唱會！劇場時光》相關歌曲         |
| 12月27日 | THE IDOLM@STER MILLION THE@TER GENERATION 03                    | Angel Stars                                                                                                  | 「Angelic Parade♪」       | 遊戲《偶像大師 百萬人演唱會！劇場時光》相關歌曲         |
| 12月27日 | THE IDOLM@STER MILLION THE@TER GENERATION 03                    | Angel Stars                                                                                                  | 「Brand New Theater!」    | 遊戲《偶像大師 百萬人演唱會！劇場時光》相關歌曲         |
| 2018年   |                                                                 | |                           |                                                         |
| 4月4日   | THE IDOLM@STER MILLION LIVE! M@STER SPARKLE 08                  | 765 MILLION ALLSTARS                                                                                         | 「Brand New Theater!」    | 遊戲《偶像大師 百萬人演唱會！劇場時光》相關歌曲         |
| 6月2日   | THE IDOLM@STER LIVE THE@TER SOLO COLLECTION 06                  | 櫻守歌織（香里有佐）                                                                                         | 「Angelic Parade♪」       | 遊戲《偶像大師 百萬人演唱會！劇場時光》相關歌曲         |
| 6月27日  | THE IDOLM@STER MILLION THE@TER GENERATION 09 4Luxury            | 4Luxury | 「」 「RED ZONE」         | 遊戲《偶像大師 百萬人演唱會！劇場時光》相關歌曲         |
| 7月27日  | 偶像大師 百萬人演唱會！ Blooming Clover 第3卷限定版特典CD       | 櫻守歌織（香里有佐）、高山紗代子（駒形友梨）、矢吹可奈（木戶衣吹）                                           | 「MUSIC♪」                | 漫畫《偶像大師 百萬人演唱會！ Blooming Clover》相關歌曲 |
| 8月29日  | THE IDOLM@STER MILLION THE@TER GENERATION 11 UNION!!            | 765 MILLION ALLSTARS                                                                                         | 「UNION!!」 「Welcome!!」 | 遊戲《偶像大師 百萬人演唱會！劇場時光》相關歌曲         |
| 10月24日 | THE IDOLM@STER THE@TER BOOST 02                                 | 櫻守歌織（香里有佐）、最上靜香（田所梓）、望月杏奈（夏川椎菜）、百瀨莉緒（山口立花子）、宮尾美也（桐谷蝶蝶） | 「」 「DIAMOND DAYS」     | 遊戲《偶像大師 百萬人演唱會！劇場時光》相關歌曲         |
| 11月21日 | THE IDOLM@STER 765 MILLIONSTARS HOTCHPOTCH FESTIV@L!! LIVE CD   | 馬場木實（高橋未奈美）、百瀬莉緒（山口立花子）、豐川風花（末柄里惠）、櫻守歌織（香里有佐）                   | 「」                      | 電視動畫《偶像大師》相關歌曲                            |

### 组合成员
1. ↑  天海春香（中村繪里子）、如月千早（今井麻美）、星井美希（長谷川明子）、萩原雪步（淺倉杏美）、高槻彌生（仁後真耶子）、菊地真（平田宏美）、水瀨伊織（釘宮理惠）、四條貴音（原由實）、秋月律子（若林直美）、三浦梓（高橋智秋）、雙海亞美／真美（下田麻美）、我那霸響（沼倉愛美）、春日未來（山崎遙）、最上靜香（田所梓）、伊吹翼（Machico）、島原艾琳娜（角元明日香）、佐竹美奈子（大關英里）、所惠美（藤井幸代）、德川茉莉（諏訪彩花）、箱崎星梨花（麻倉桃）、野野原茜（小笠原早紀）、望月杏奈（夏川椎菜）、ROCO（中村溫姬）、七尾百合子（伊藤美來）、高山紗代子（駒形友梨）、松田亞利沙（村川梨衣）、高坂海美（上田麗奈）、中谷育（原嶋燈）、天空橋朋花（小岩井小鳥）、艾蜜莉·司徒亞特（郁原由宇）、北澤志保（雨宫天）、舞濱步（戶田惠）、木下日向（田村奈央）、矢吹可奈（木戶衣吹）、橫山奈緒（渡部優衣）、二階堂千鶴（野村香菜子）、馬場木實（高橋未奈美）、大神環（稻川英里）、豐川風花（末柄里惠）、宮尾美也（桐谷蝶蝶）、福田法子（濱崎奈奈）、真壁瑞希（阿部里果）、篠宮可憐（近藤唯）、百瀨莉緒（山口立花子）、永吉昴（齊藤佑圭）、北上麗花（平山笑美）、周防桃子（渡部惠子）、茱莉亞（愛美）、白石紬（南早紀）、櫻守歌織（香里有佐）
2. 1 2 3  天海春香（中村繪里子）、如月千早（今井麻美）、星井美希（長谷川明子）、萩原雪步（淺倉杏美）、高槻彌生（仁後真耶子）、菊地真（平田宏美）、水瀨伊織（釘宮理惠）、四條貴音（原由實）、秋月律子（若林直美）、三浦梓（高橋智秋）、雙海亞美／真美（下田麻美）、我那霸響（沼倉愛美）、春日未來（山崎遙）、最上靜香（田所梓）、伊吹翼（Machico）、田中琴葉（種田梨沙）、島原艾琳娜（角元明日香）、佐竹美奈子（大關英里）、所惠美（藤井幸代）、德川茉莉（諏訪彩花）、箱崎星梨花（麻倉桃）、野野原茜（小笠原早紀）、望月杏奈（夏川椎菜）、ROCO（中村溫姬）、七尾百合子（伊藤美來）、高山紗代子（駒形友梨）、松田亞利沙（村川梨衣）、高坂海美（上田麗奈）、中谷育（原嶋燈）、天空橋朋花（小岩井小鳥）、艾蜜莉·司徒亞特（郁原由宇）、北澤志保（雨宫天）、舞濱步（戶田惠）、木下日向（田村奈央）、矢吹可奈（木戶衣吹）、橫山奈緒（渡部優衣）、二階堂千鶴（野村香菜子）、馬場木實（高橋未奈美）、大神環（稻川英里）、豐川風花（末柄里惠）、宮尾美也（桐谷蝶蝶）、福田法子（濱崎奈奈）、真壁瑞希（阿部里果）、篠宮可憐（近藤唯）、百瀨莉緒（山口立花子）、永吉昴（齊藤佑圭）、北上麗花（平山笑美）、周防桃子（渡部惠子）、茱莉亞（愛美）、白石紬（南早紀）、櫻守歌織（香里有佐）
3. ↑  伊吹翼（Machico）、箱崎星梨花（麻倉桃）、櫻守歌織（香里有佐）、北上麗花（平山笑美）、望月杏奈（夏川椎菜）
4. ↑  星井美希（長谷川明子）、高槻彌生（仁後真耶子）、雙海亞美／真美（下田麻美）、三浦梓（高橋智秋）、伊吹翼（Machico）、大神環（稻川英里）、北上麗花（平山笑美）、木下日向（田村奈央）、櫻守歌織（香里有佐）、篠宮可憐（近藤唯）、島原艾琳娜（角元明日香）、豐川風花（末柄里惠）、野野原茜（小笠原早紀）、箱崎星梨花（麻倉桃）、馬場木實（高橋未奈美）、宮尾美也（桐谷蝶蝶）、望月杏奈（夏川椎菜）
5. ↑  櫻守歌織（香里有佐）、豐川風花（末柄里惠）、北上麗花（平山笑美）、馬場木實（高橋未奈美）

## 外部連結
- 事務所官方簡歷 （页面存档备份，存于）（日語）
- 香里有佐的X（前Twitter）（日語）